# Festival de Lucerna
El festival de Lucerna es un festival de música clásica  que se celebra cada año en Lucerna, Suiza.

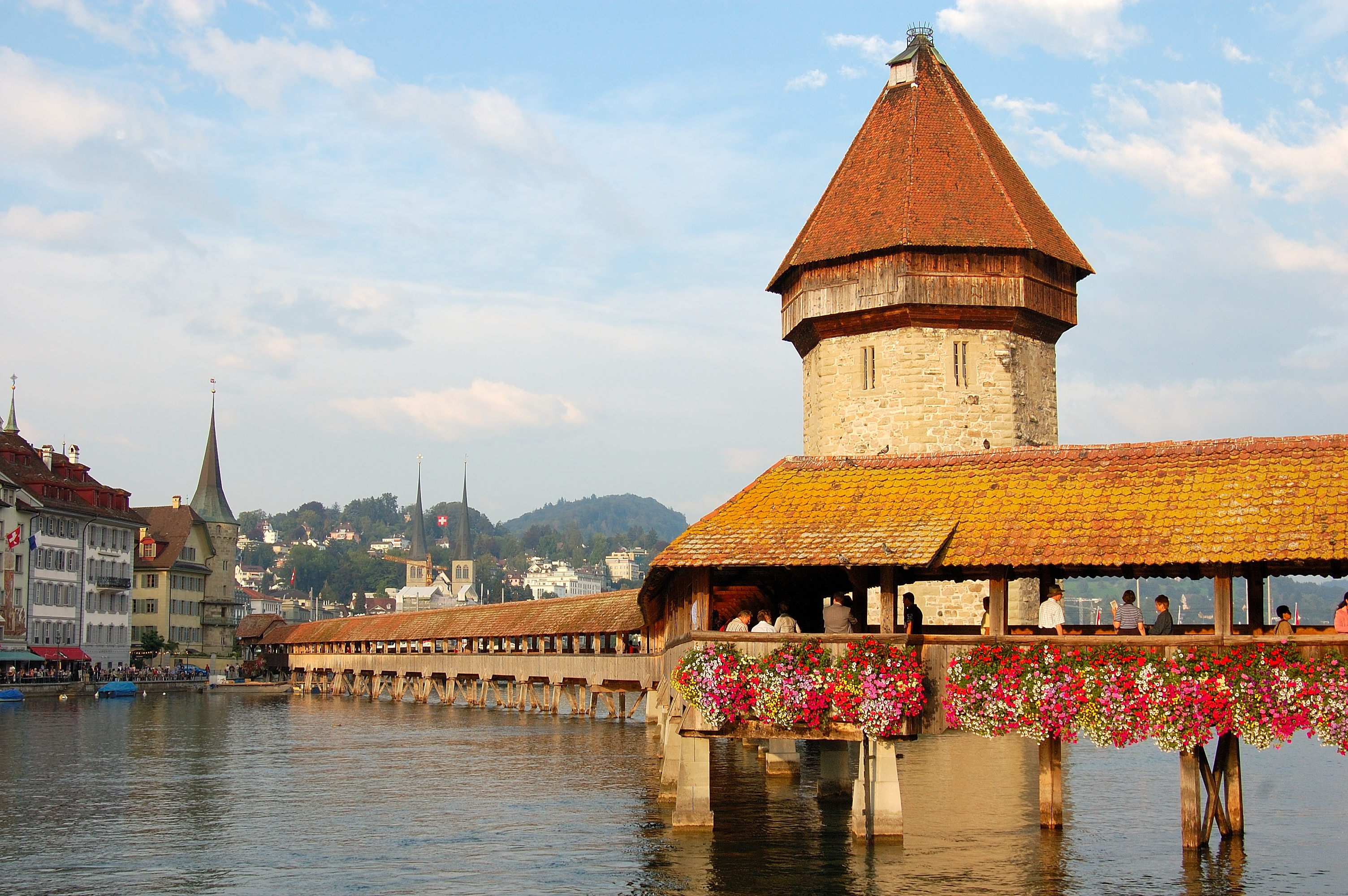
Kapellbruecke

## Manifestaciones
El festival de Lucerna organiza cada año tres tipos de manifestaciones:
- En verano: que se celebra en los meses de agosto y septiembre desde 1938. Un centenar de acontecimientos se organiza cada año en este marco, con aproximadamente 30 conciertos sinfónicos con las mejores orquestas del mundo y los mejores directores de orquesta. Desde 1999, el festival de verano escoge un tema. Los principales actores de este acontecimiento son los artistas estrellas, los compositores en residencia y las orquestas en residencia. A eso se añaden ciclos de conciertos sobre ciertos temas musicales, así como numerosas manifestaciones para revelar a jóvenes talentos.

- En Pascua: que se celebra en la época de Pascua desde 1988. El Festival de Pascua se concentra en una vieja tradición de la época barroca de tocar exclusivamente música sacra. Los conciertos tienen lugar sobre todo en las iglesias de la ciudad de Lucerna.

- Al piano: que se celebra cada noviembre desde 1998. El Festival de Otoño está dedicado exclusivamente a los instrumentos de teclado. Además de la música de piano clásico, el jazz está situado en primer plano. Paralelamente al festival, se organizan sesiones de jazz en los bares de la ciudad de Lucerna con el eslogan Piano Off-Stage!, que permiten oír además de interpretaciones de jazz clásico, de Boogie Woogie, de blues y de música soul.

## Historia
El festival fue fundado en 1938 con una serie de conciertos en el jardín de la villa de Wagner, bajo la dirección de Arturo Toscanini, que había constituido una orquesta con miembros de diferentes orquestas y de solistas para estos conciertos. Con la subida del nazismo, varios grandes ejecutantes y directores, incluidos Toscanini, Fritz Busch y Bruno Walter decidieron no participar en los festivales de música alemana y austríaca tales como el Festival de Bayreuth y el de Salzburgo. El Festival de Lucerna en Suiza era el sitio ideal para los que no querían desplazarse a Alemania.

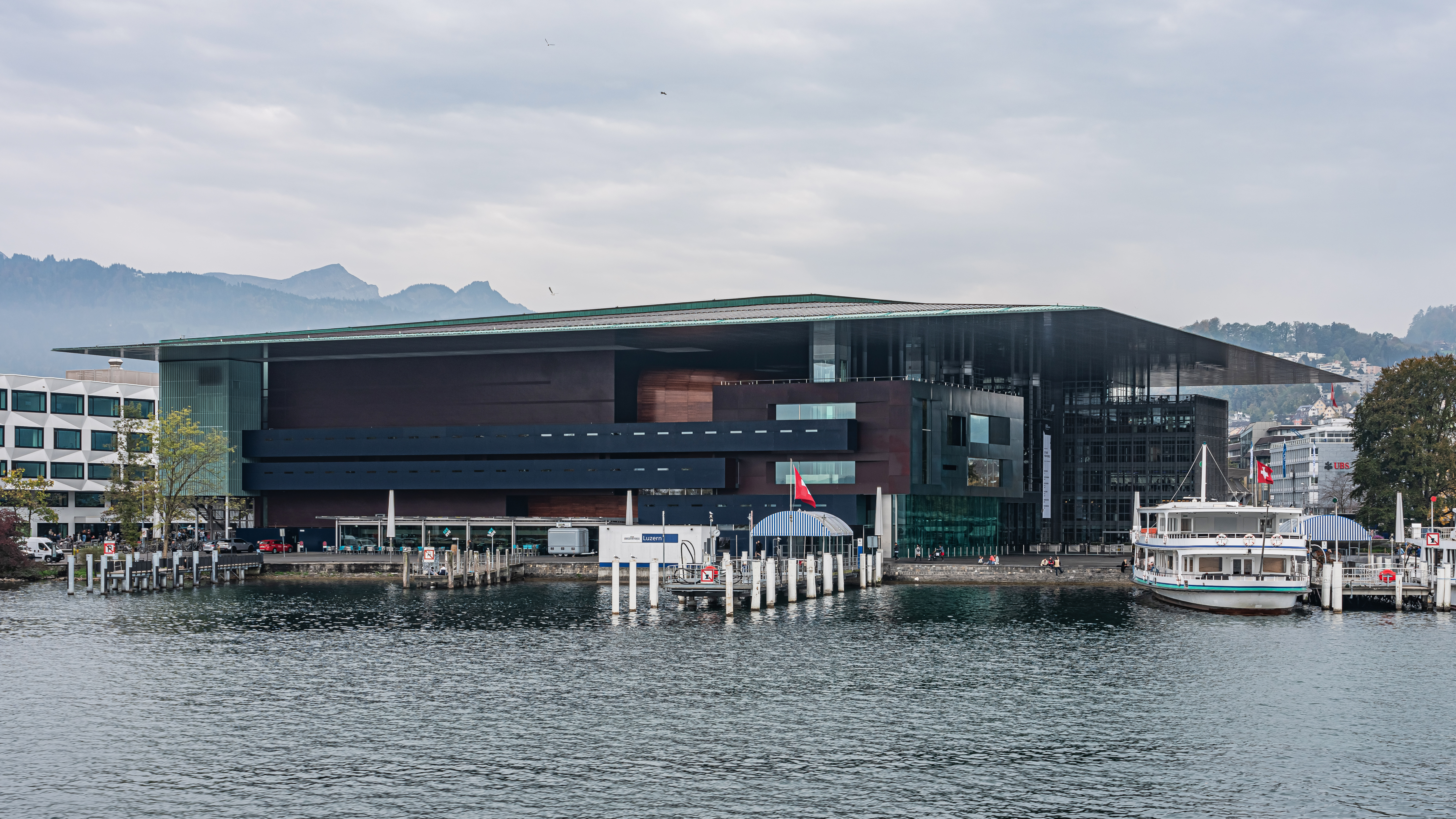
Palacio de cultura y congresos

Desde 2004 el festival se celebra en el Palacio de cultura y congresos de Lucerna concebido por Jean Nouvel.
Desde su fundación, el festival organiza conciertos con la orquesta permanente del Festival, recitales con solistas y conciertos de orquestas muy reputadas, como la Orquesta Filarmónica de Berlín, la Orquesta Sinfónica de Boston, la Orquesta Sinfónica de Londres, la Orquesta de la Gewandhaus de Leipzig, la Orquesta de Cleveland y la Orquesta Filarmónica de Viena.
Claudio Abbado y Pierre Boulez han sido las dos estrellas más significativas del Festival de Lucerna durante la última década. A ellos están asociadas la Orquesta del Festival y la Academia. Editions Henschel ha publicado, con motivo de esta década prodigiosa, el libro Das Wunder von Luzern, con aportaciones entre otros, de Maurizio Pollini, Daniel Barenboim, Alfred Brendel o críticos tan prestigiosos como Peter Hagmann o Wolfgang Schreiber. En el proceso de recuperaciones históricas se han editado varios discos con interpretaciones en el festival en las décadas de los cincuenta y sesenta del pasado siglo de músicos como Clara Haskil, Otto Klemperer, Ernest Ansermet, Isaac Stern o George Szell.

## Academia del Festival
La Academia fue fundada por el compositor Pierre Boulez en 2004 para permitir a los jóvenes músicos abordar la música contemporánea.

## Conjuntos
Los dos conjuntos residentes del festival son la Orquesta del Festival de Lucerna y la Lucerna Festival Strings.
El director italiano Claudio Abbado en agosto de 2003 resucitó la Orquesta del Festival de Lucerna fundada en 1938 por Arturo Toscanini y abandonada en 1993, con instrumentistas de las orquestas que ha dirigido frecuentemente (las orquestas Filarmónicas de Berlín y de Viena), sus orquestas (la Orquesta de Cámara de Europa, la Orquesta de Cámara Gustav Mahler) y de grandes solistas como Natalia Gutman, convertidos en modestos instrumentistas. Para el primer concierto, escogió la obra que había interpretado en su debut en Viena, la 2ª Sinfonía, Resurrección, de Gustav Mahler. Después en 2004, interpretan Tristán e Isolda de Richard Wagner. Prosigue su ciclo Mahler en los años siguientes, cuyas grabaciones en vídeo han quedado como testimonio de versiones de referencia definitivas de estas partituras, por la claridad transparente de las interpretaciones, la calidad de la toma de sonido y la aproximación cercana, casi de música de cámara, que consigue el director. A partir de 2010, dirige una tourné por las grandes capitales mundiales.
Después de la muerte de Abbado en 2014 se hizo cargo de la dirección de la orquesta el letón Andris Nelsons para los veranos de 2014 y 2015. En agosto de 2015, la orquesta anunció el nombramiento de Riccardo Chailly como nuevo Director Musical Titular de la Orquesta, a partir del inicio del Festival del Verano de 2016.